# Cethosia chrysonoe
Cethosia chrysonoe är en fjärilsart som beskrevs av Pierre André Latreille och Jean Baptiste Godart 1819. Cethosia chrysonoe ingår i släktet Cethosia och familjen praktfjärilar. Inga underarter finns listade i Catalogue of Life.